# Équipe d'Ukraine des moins de 17 ans de football
 (février 2025).
Si vous disposez d'ouvrages ou d'articles de référence ou si vous connaissez des sites web de qualité traitant du thème abordé ici, merci de compléter l'article en donnant les références utiles à sa vérifiabilité et en les liant à la section « Notes et références ».
Maillots
L'équipe d'Ukraine de football des moins de 17 ans est constituée par une sélection des meilleurs joueurs ukrainiens de moins de 17 ans sous l'égide de la Fédération d'Ukraine de football. De 1982 à 1992, elle a concouru sous la bannière URSS.

## Parcours

### Parcours en Championnat d'Europe
- 1993 : Non inscrite
- 1994 :  3e
- 1995 : Non qualifiée
- 1996 : 1er tour
- 1997 : 1er tour
- 1998 : 1er tour
- 1999 : Non qualifiée
- 2000 : Non qualifiée
- 2001 : Non qualifiée
- 2002 : 1er tour
- 2003 : Non qualifiée
- 2004 : 1er tour
- 2005 : Non qualifiée
- 2006 : Non qualifiée
- 2007 : 1er tour
- 2008 : Non qualifiée
- 2009 : Non qualifiée
- 2010 : Non qualifiée
- 2011 : Non qualifiée
- 2012 : Non qualifiée
- 2013 : 1er tour
- 2014 : Non qualifiée
- 2015 : Non qualifiée
- 2016 : 1er tour
- 2017 : 1er tour
- 2018 : Non qualifiée
- 2019 : Non qualifiée
- 2020 - 2021 : Editions annulées[1],[2]
- 2022 : Non qualifiée
- 2023 : Non qualifiée
- 2024 : 1er tour

### Parcours en Coupe du monde
- 1991 : Non qualifiée
- 1993 : Non qualifiée
- 1995 : Non qualifiée
- 1997 : Non qualifiée
- 1999 : Non qualifiée
- 2001 : Non qualifiée
- 2003 : Non qualifiée
- 2005 : Non qualifiée
- 2007 : Non qualifiée
- 2009 : Non qualifiée
- 2011 : Non qualifiée
- 2013 : Non qualifiée
- 2015 : Non qualifiée
- 2017 : Non qualifiée
- 2019 : Non qualifiée
- 2023 : Non qualifiée

## Anciens joueurs
- Ivan Kotenko
- Oleksandr Aliyev
- Hennadiy Zubov
- Oleg Iachtchouk
- Valentyn Slyusar
- Serhiy Shevchuk